# Torsten Voges
Torsten Voges (* 1962 in Deutschland) ist ein deutscher Schauspieler mit einer Filmkarriere in Hollywood.

## Leben und Karriere
Als Jugendlicher machte Torsten Voges sein Filmdebüt mit einer kleinen Rolle im Filmdrama Moritz, lieber Moritz (1978), was er der Bekanntschaft seiner Mutter mit dem Regisseur Hark Bohm zu verdanken hatte. Nach dem Abitur lebte der Sohn eines Wirtschaftsanwaltes zeitweise bei seiner Tante im kalifornischen Foster City, er studierte auch am American Conservatory Theater in San Francisco Schauspielerei. Nach Beendigung des Studiums zog Voges nach Deutschland zurück, wo er unter anderem am Theater am Kurfürstendamm neben Heinz Drache spielte und für sechs Jahre ein festes Engagement am Düsseldorfer Schauspielhaus hatte. Ab Anfang der 1990er-Jahre trat er auch, zumeist in kleineren Rollen, in einigen Fernsehproduktionen auf.
1997 zog Voges von Deutschland nach Hollywood, unter anderem, da er von der deutschen Filmindustrie und der Indifferenz der Theaterzuschauer zu den gezeigten Stücken enttäuscht war. Bereits nach wenigen Monaten erhielt er eine nennenswerte Rolle im Kultfilm The Big Lebowski: Er spielte unter Regie der Coen-Brüder den deutschen Nihilisten Franz. Auch wegen seiner markanten Größe von 2,05 Metern wurde er in Hollywood vor allem in skurrilen, oft furchteinflößenden Rollen besetzt, in Rob Zombies Horrorfilm Lords of Salem (2012) verkörperte er etwa einen norwegischen Satanisten. Zu seinen weiteren Hollywood-Rollen zählen die Darstellung einer Frau in Rent a Man – Ein Mann für gewisse Sekunden (1999) sowie der Arzt von Adam Sandler in Wie das Leben so spielt (2009). Er übernahm Gastrollen in Serien wie Seinfeld und Malcolm mittendrin; in Eastwick spielte er 2009 in neun Folgen die Rolle des „Fidel“.
In den freien Zeiten zwischen Filmdrehs betätigt er sich auch als B-Synchronsprecher (B-Synchron bezeichnet ein vorläufiges deutsches Synchron für US-Filme, die z. B. bei Airline-Flügen gezeigt werden). Torsten Voges ist in zweiter Ehe verheiratet und hat eine erwachsene Tochter. Vor einigen Jahren verlegte Voges seinen Lebensmittelpunkt wieder nach Deutschland, übernimmt aber immer noch Rollen in Hollywood. Persönlich würde er Deutschen aber eher nicht zum Gang nach Hollywood raten, da die meisten deutschen Karrieren dort eher von Arbeitslosigkeit und Unsicherheit geprägt seien.
In Deutschland trat er vornehmlich in Fernsehproduktionen auf, war aber auch in den vielbeachteten Produktionen Comedy Rocket (Webserie) und Schock (Kinofilm) jeweils unter der Regie von Daniel Rakete Siegel zu sehen.

## Filmografie (Auswahl)
- 1978: Moritz, lieber Moritz
- 1992: Großstadtrevier (Fernsehserie, Folge 4x09)
- 1993: Stadtklinik (Fernsehserie, 5 Folgen)
- 1993–1994: Ein Fall für zwei (Fernsehserie, 2 Folgen)
- 1994: Gefährliche Spiele (Fernsehfilm)
- 1994/2006: Die Wache (Fernsehserie, 2 Folgen)
- 1997: Seinfeld (Fernsehserie, Folge 9x01 Die Butter-Rasur)
- 1998: The Big Lebowski
- 1998: Gia – Preis der Schönheit (Gia, Fernsehfilm)
- 1998: Dharma & Greg (Fernsehserie, Folge 1x23)
- 1999: Fünf Freunde in geheimer Mission (P.U.N.K.S.)
- 1999: 8mm – Acht Millimeter (8mm)
- 1999: Die Bademeister – Weiber, saufen, Leben retten (Fernsehfilm)
- 1999: Rent a Man – Ein Mann für gewisse Sekunden (Deuce Bigalow: Male Gigolo)
- 2001: Malcolm mittendrin (Malcolm in the Middle, Fernsehserie, Folge 2x17)
- 2001: Dead Last (Fernsehserie, Folge 1x12)
- 2003: Der letzte Lude
- 2004: Bernds Hexe (Fernsehserie, Folge 2x09)
- 2007: KDD – Kriminaldauerdienst (Fernsehserie, Folge 1x02)
- 2008: Dimples
- 2009: Wie das Leben so spielt (Funny People)
- 2009: Eastwick (Fernsehserie, 9 Folgen)
- 2010: Chuck (Fernsehserie, Folge 4x09 Chuck gegen die Phase Drei)
- 2011: Monster of the House (Fernsehfilm)
- 2011: Easy to Assemble (Fernsehserie, 4 Folgen)
- 2012: Jessie (Fernsehserie, Folge 1x11)
- 2012: The Lords of Salem
- 2012: That (Reprise) (Kurzfilm)
- 2013: The Piano Room
- 2013: Clowns & Heroes (Kurzfilm)
- 2014: Bullet
- 2014: Theory of a Deadman: Drown
- 2015–2016: Comedy Rocket (Fernsehserie, 7 Folgen)
- 2016: 31
- 2016: The Do-Over
- 2016: Der mit dem Schlag (Fernsehfilm)
- 2016: Wrobiony
- 2017: Grimm (Fernsehserie, Folge 6x11 Die Welt der wilden Wesen)
- 2017: Dice (Fernsehserie, Folge 2x06)
- 2023: The Sandlerverse 2 (Kurzfilm)
- 2023: Schock